# Hans Kröger (Bildhauer)
Hans Kröger (* im 19. Jahrhundert; † im 20. Jahrhundert) war ein deutscher Bildhauer, der vornehmlich in Hannover wirkte.

## Leben
Laut dem Adressbuch der Stadt Hannover von 1934 bewohnte Kröger seinerzeit in der Herrenstraße 6 eine Wohnung im Ersten Stock des Hauses – und hatte als einer von damals noch Wenigen einen eigenen Telefonanschluss.

## Bekannte Werke

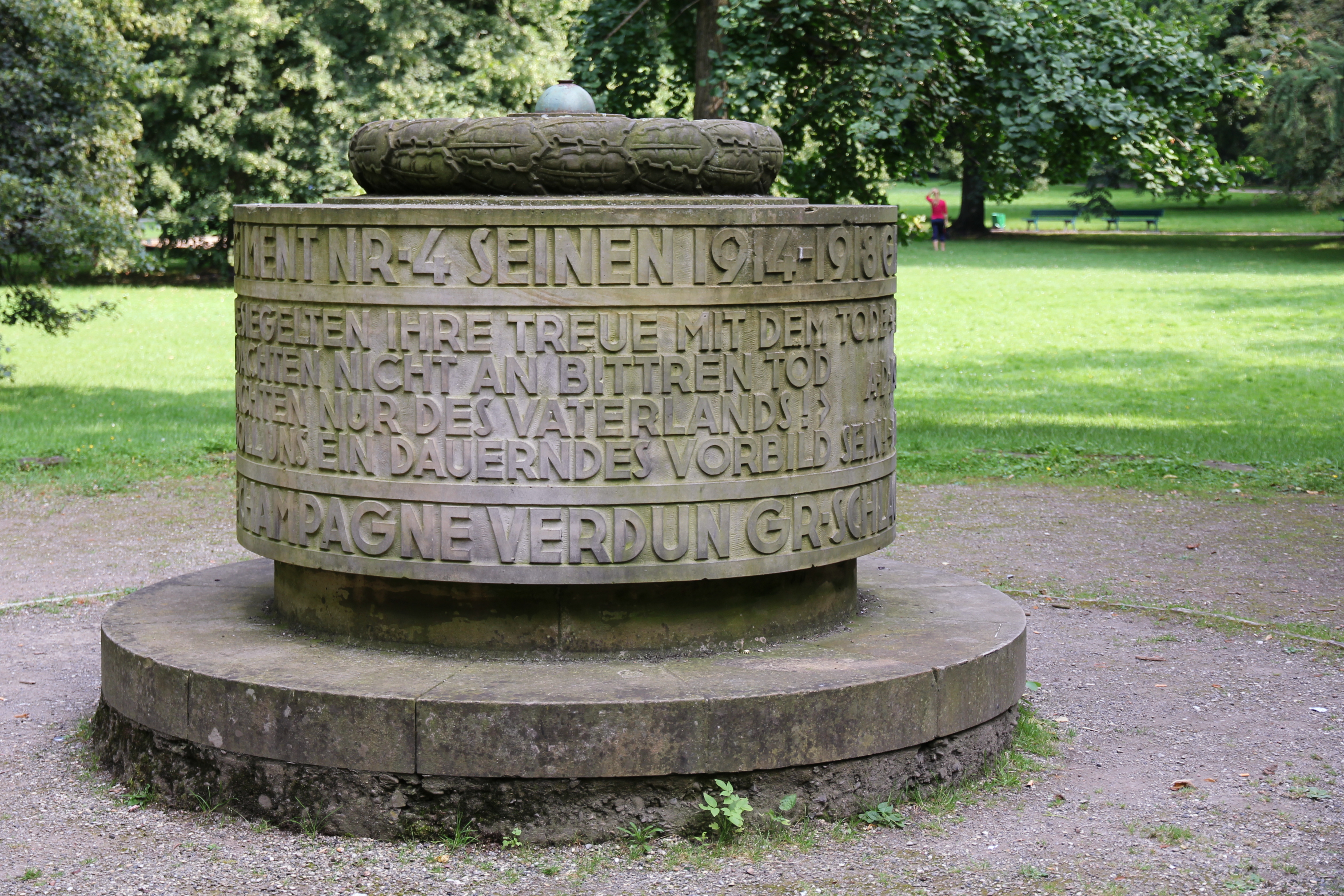
Das 1935 datierte „Ehrenmal für das Reserve-Ersatz-Regiment 4“ im Georgengarten von Hannover

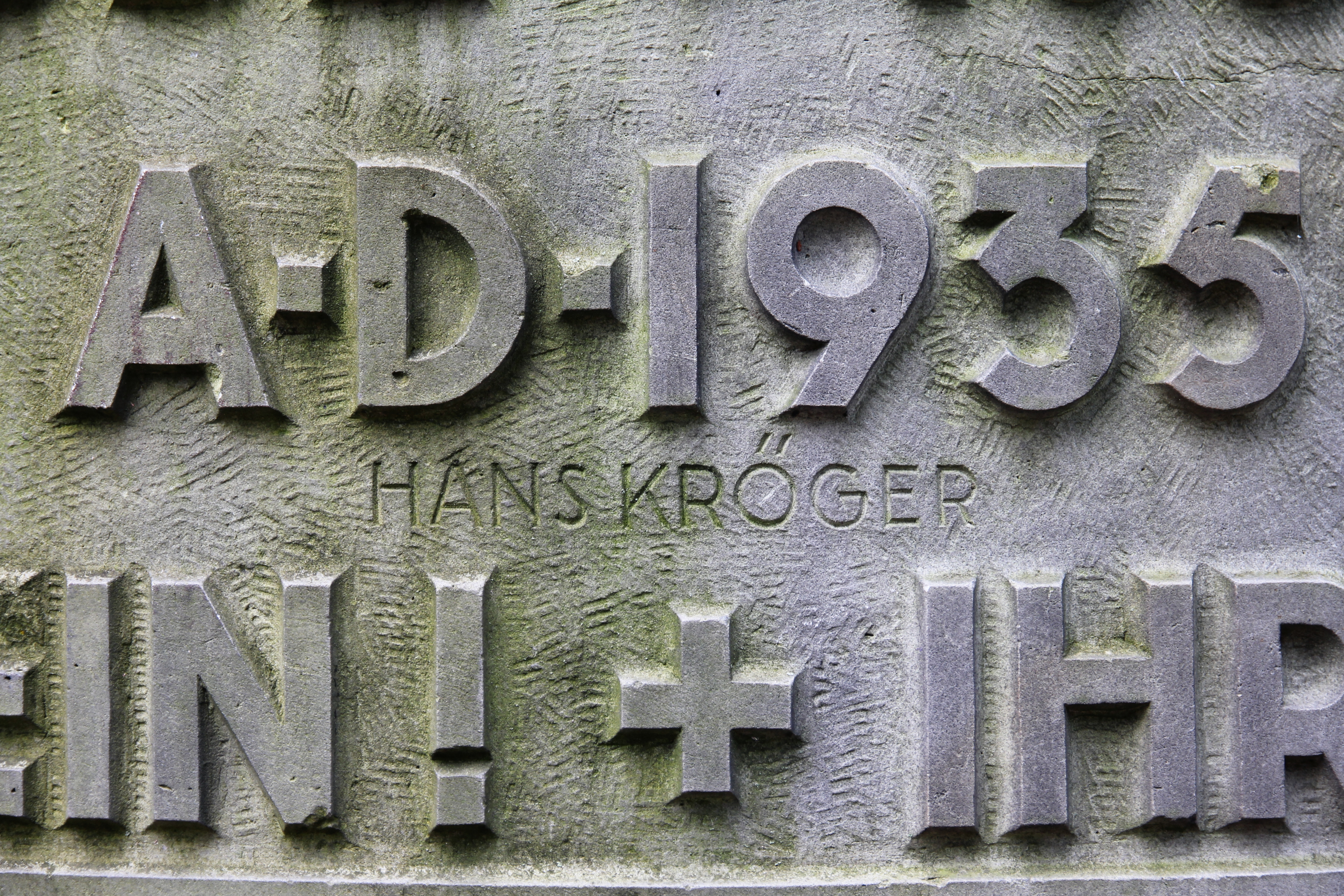
Unter der Inschrift „A ^{.} D ^{.} 1935“ die ausgeschriebene Künstlersignatur „HANS KRÖGER“

- In einem 1911 von der Stadt Hannover ausgelobten Wettbewerb Grabdenkmäler für Reihengräber ... zur Installation auf den städtischen Friedhöfen wurde Hans Kröger in der Gruppe 2 Grabmäler von 50 bis 100 Mark mit dem 1. Preis für sein „Kindergrab“ ausgezeichnet.[3] Wie auch die anderen Entwürfe wurde Krögers Entwurf im Vestibül des noch nicht fertiggestellten Neuen Rathauses von Hannover bis einschließlich Sonntag, den 23. Juli 1911 ausgestellt.[1]
- In einem um 1913 ausgeschriebenen Wettbewerb für ein Denkmal für Friedrich Meyer,[4] den Theologen, der in der Marienkirche in Zwickau gepredigt hatte und 1911 verstorben war,[5] erhielt Kröger nach den in Dresden tätigen Künstlern Heinrich Brenner und Alfred Glatter für seinen Entwurf den zweiten Preis in Höhe von 1000 Mark.[4]
- 1914 berichtete die in Berlin bei W. Ernst und Sohn erschienene Zeitschrift Beton und Eisen. Internationales Organ für Betonbau über Hans Kröger, dieser würde für in Eisenbeton zu fertigende Bauten, beispielsweise ein Lagerhaus, aus dem Werkstoff Plastilina modellierte Architekturmodelle ausstellen.[6]
- Während des Ersten Weltkrieges schuf Kröger nach Entwurf von Bernhard Hoetger das Grabmal für den Gefallenen Theodor Hohmeyer auf dem Stadtfriedhof Stöcken. Während Homeyers Vater, ein Beamter des hannoverschen Magistrats, die Grabstellen erwarb, war es mutmaßlich die in der Keksfabrik Bahlsen in höchsten Positionen beschäftigte Martha Homeyer, die den Auftrag für das ursprünglich dann in der Achse des Stöckener Ehrenfriedhofes als Kulminationspunkt aufgestellte Grabmonument erteilte.[7]
- Zur Zeit der Weimarer Republik und im Jahr des Höhepunktes der Deutschen Hyperinflation im Jahr 1923 schuf Hans Kröger im Rahmen eines Wettbewerbes die Skulptur eines steigenden Pferdes: Die bronzene Plastik mit dem Titel „Beweglichkeit“ war anfänglich in Bremerhaven aufgestellt worden, gelangte jedoch später in den Besitz des Gauleiters Otto Telschow.[8] Nach der Restaurierung der auch „Niedersachsenpferd“ genannten Statue als Außenexponat des Museums Lüneburg kündigte die Museumsleiterin Heike Düselder 2016 eine erläuternde Dokumentationstafel zur „Herkunft und Geschichte des Pferdes“ an.[9]
- Zur Zeit des Nationalsozialismus wurde 1935 in Hannover östlich der Jägerstraße Georgengarten das „Ehrenmal für das Reserve-Ersatz-Regiment 4“ aufgestellt:[10] Das Kriegerdenkmal trägt unter der erhaben ausgemeißelten Inschrift „A . D . 1935“ die vertieft mit einzelnen Großbuchstaben ausgeführte Künstlersignatur „Hans Kröger“.[11]